# Drugi układ sygnałów
Drugi układ sygnałów (ros. вторая сигнальная система) – forma wyższych czynności nerwowych, system związków warunkowych, który, w odróżnieniu od pierwszego układu sygnałów, obecny jest tylko u ludzi . Drugi układ sygnałów odróżnia człowieka od jego zwierzęcych przodków. W drugim układzie sygnałów bodźcem są słowa „wymawiane, słyszane i widziane” (Pawłow); słowo jako sygnał zastępuje odpowiednie zjawisko rzeczywistości. Słowo-sygnał nie istnieje bez pojęcia, które jest w nim ucieleśnione.